# Liste de peintres verriers d'Eure-et-Loir

Le département d'Eure-et-Loir, en rouge sur la carte

Cette liste recense les peintres verriers de Chartres, du département français d'Eure-et-Loir et, pour la période précédant la Révolution, du diocèse de Chartres.
Depuis le Moyen Âge et la construction de la cathédrale Notre-Dame de Chartres, ornée d'un ensemble unique de vitraux du XIIe et XIIIe siècles, une longue tradition et un riche savoir-faire existent dans ce domaine, et perdurent jusqu'à nos jours.

## Liste
(Cette liste n'est pas exhaustive)
| Nom prénom                               | Naissance-décès             | Période d'activité | Atelier                                                             | Référence         | Commentaires Base Palissy |
| ---------------------------------------- | --------------------------- | ------------------ | ------------------------------------------------------------------- | ----------------- | --- |
| Dubois Pierre                            |                             | 1630-1634          |                                                                     | PV004361          | Église Saint-Aignan de Chartres Notice no PM28000773 |
| Moulin Eugène                            |                             | 1857-1880          | Dreux                                                               | PV005170          | Église Saint-Pierre de Dreux (1877, 1880) |
| Lorin Nicolas                            | 1833-1882                   | 1864-1882          | Chartres Paris : atelier de dessin Lille : magasin à partir de 1880 | PV005001          | |
| Veuve Nicolas Lorin Marie Françoise Dian | 1840-1928                   | 1882-1895          | Chartres Paris Lille                                                | PV004997          | |
| Argy-Rousseau Gabriel                    | 1885 Meslay-le-Vidame -1953 |                    | Paris                                                               |                   | Pour mémoire |
| Lorin Charles                            | 1866-1940                   | 1899-1940          | Chartres Paris Lille jusqu'en 1910                                  | PV004999 PV004998 | Signature « Lorin et Cie » de 1930 à 1934 |
| Loire Gabriel                            | 1904-1996                   | 1926-1971          | Ateliers Lorin jusqu'en 1946 Lèves                                  | PV004993          | Élève de Charles Lorin |
| Campin Bernard                           | 1911-1963                   | 1931-1955          | Ateliers Lorin jusqu'en 1936 Évreux 1937-1939 Chartres 1939-1955    |                   | 77 vitraux dans 27 églises en Eure-et-Loir et une dans les Yvelines avec des cartons du dessinateur Henry Morin (selon le recensement de Madame B. Sayette, 1979). |
| Lorin François                           | 1900-1972                   | 1946-1966          | Chartres                                                            | PV005000          | |
| Le Moal Jean                             | 1909 Authon-du-Perche -2007 |                    | Paris Alba-la-Romaine                                               |                   | Pour mémoire |
| Juteau Jacques                           | 1927-1988                   | 1959-1988          | Ermont Chartres                                                     | PV004761          | Président de la chambre syndicale des maîtres verriers français.                                                                                                   |
| Juteau Mireille                          | 1931-2017                   | 1959-2017          | Ermont Chartres                                                     | PV004762          | |
| Loire Jacques                            | 1932-2021                   | 1970-1991          | Chartres                                                            | PV004994          | Pas-de-Calais, Morbihan, Côtes d'Armor, Japon |
| Petit Michel                             | 1934-                       |                    | Thivars                                                             |                   | |
| Hermet Gérard                            | 1937-                       | 1959 diplôme       | Paris Épinay-sous-Sénart Ateliers Lorin à partir de 1973            | PV004664          | |
| Babet Claire                             | 1969-                       | 1990-              | La Bourdinière-Saint-Loup                                           |                   | |

## Hommages
En 2021, c'est à Chartres, préfecture du département d'Eure-et-Loir, que La Poste choisit de présenter en avant-première, au Centre international du vitrail, son nouveau timbre de la série « Métiers d'art », mettant à l'honneur le savoir-faire des vitraillistes.